# Francisco Escudero Bedate
Francisco Escudero Bedate (Almáchar, Província de Màlaga, 7 de novembre de 1947), també conegut com a Mansur Abdussalam, és un metge psiquiàtric musulmà espanyol. Va fundar el 1980 la Societat per al Retorn de l'Islam a Espanya, que va ser la primera organització religiosa formada per ciutadans espanyols convertits a la religió musulmana. Va presidir la Junta Islàmica el 1989, el 1991 va esdevenir el president de la Federació Espanyola d'Entitats Religioses Islàmiques i el 1997 va presidir la Comissió Islàmica d'Espanya.